# David Koch
David Hamilton Koch, född 3 maj 1940 i Wichita, Kansas, död 23 augusti 2019 i Southampton på Long Island, New York, var en amerikansk företagsledare som var delägare och varit vice VD för det globala industriella konglomeratet Koch Industries, Inc. Den amerikanska ekonomitidskriften Forbes rankade Koch som världens tionde rikaste person med en förmögenhet på 50,5 miljarder amerikanska dollar per den 4 mars 2019.
Efter grundutbildning vid internatskolan Deerfield Academy studerade han vid Massachusetts Institute of Technology (MIT) där han 1962 avlade kandidatexamen och året därpå tog masterexamen i kemiteknik.
I juni 2018 var han tvungen att avsäga sig sina positioner inom Koch Industries på grund av sviktande hälsa och i augusti 2019 avled han på grund av prostatacancer, som han blev diagnostiserad redan 1992.
David Koch var son till företagsledaren Fred Koch samt bror till företagsledarna Bill Koch och Charles Koch. Han och sin fru Julia Koch träffades på en blinddejting 1991 och blev ett par sex månader senare när de träffades åter på en fest. De var partners fram till 1996 när de gifte sig i deras hem i Southampton på Long Island i New York.

## Filantropi
Ett urval av Kochs filantropi och de som listas nedan är värt totalt mer än $830 miljoner.
- Memorial Sloan-Kettering Cancer Center i New York, New York: $216,7 miljoner; $150 miljoner för att uppföra en anläggning för öppenvård och ytterligare $66,7 miljoner för att finansiera fortsatt cancerforskning.
- Massachusetts Institute of Technology i Cambridge, Massachusetts: $213 miljoner; $185 miljoner för att finansiera bland annat cancerforskning, en byggnad för biologi och grunda David H. Koch School of Chemical Engineering och ytterligare $28 miljoner till andra behov som MIT hade.
- New York-Presbyterian Hospital i New York, New York: $100 miljoner.
- David H. Koch Theatre (tidigare New York State Theater at Lincoln Center) i New York, New York: $100 miljoner.
- Metropolitan Museum of Art i New York, New York: $65 miljoner.
- Smithsonian National Museum of Natural History i Washington, D.C.: $35 miljoner.
- M.D. Anderson Cancer Center i Houston i Texas: $26,5 miljoner.
- Hospital for Special Surgery i New York, New York: $26,2 miljoner.
- American Museum of Natural History i New York, New York: $20 miljoner.
- Johns Hopkins University i Baltimore i Maryland: $20 miljoner
- Jaffe Food Allergy Institute vid Mount Sinai Medical Center i New York, New York: $10 miljoner för att grunda ett forskningsprogram för födoämnesöverkänslighet och fick namnet David H. and Julia Koch Research Program in Food Allergy Therapeutics.